# Релих, Кирилл Олегович
Кирилл Олегович Гресс (род. 26 ноября 1989, Барановичи, Брестская область) — белорусский профессиональный боксёр, выступающий в первой полусредней весовой категории (до 63,5 кг). Мастер спорта. Призёр первенства Европы 2006. Чемпион Беларуси 2008, участник чемпионата Европы 2008, финалист Чемпионата Беларуси 2009—2010, победитель Кубка Беларуси 2008—2009 среди любителей. В профессионалах чемпион мира по версии WBA (2018— 2019) в 1-м полусреднем весе.

## Ранние годы
В 2004 году переехал в Минск где начал тренироваться под руководством известного белорусского тренера Сергея Пыталева . В 2006 году стал бронзовым призёром чемпионата Европы.

## Профессиональная карьера
Профессиональную карьеру начал в 2011 году. Тренером Кирилла Релиха много лет был белорусский специалист Сергей Пыталев. С 2011 по 2014 год провёл 17 поединков с малоизвестными соперниками, из которых 15 завершил нокаутом до 5 раунда. В июле 2013 завоевал малозначительный титул чемпиона СНГ. В 2014 году стал тренироваться под руководством экс-чемпиона мира Рикки Хаттона.
В 2015 году завоевал титул интерконтинентального чемпиона WBA, победив во втором раунде, техническим нокаутом, бразильца Лазаро Сантоса де Хесуса.
В мае 2016 года стал первым номером рейтинга первого полусреднего веса WBA получив, таким образом, право на бой за титул чемпиона с его обладателем — британцем Рики Бёрнсом.

### Бой с Рики Бёрнсом
7 октября 2016 года Релих встретился в Глазго с чемпионом мира по версии WBA Рики Бёрнсом. На кону стоял пояс британца. Претендент сразу же стал активно прессинговать чемпиона и выиграл первые раунды, но в середине боя белорус несколько замедлился, позволяя британцу, почти всё время действовавшему вторым номером, набирать очки. Однако в 10 раунде Релих вновь имел явное преимущество, прижимая Бёрнса к канатам и проводя многоударные комбинации. В последних раундах белорус продолжил активно атаковать, выбрасывая большое количество ударов и смог в 12 раунде отправить чемпиона на канвас, но рефери не открывал счёт. Мнения спортивных экспертов разделились. Одни отдали предпочтение Релиху, другие Бёрнсу, третьи сочли, что была ничья. Судьи были более благосклонны к британцу выступавшему у себя на родине. Рики Бёрнс победил со счётом 118—110 и 116—112 дважды.

### Бой с Рансесом Бартелеми
20 мая 2017 года Релих встретился в отборочном поединке с не имеющим поражений, бывшим чемпионом мира в двух весовых категориях из Кубы — Рансесом Бартелеми. Релих работал первым номером и активно давил на соперника, выбрасывая значительно больше ударов. В 5-м раунде белорусский боксёр потряс противника левым хуком и хотя Бартелеми был на ногах, рефери остановил поединок и отсчитал оппоненту Релиха нокдаун, после чего кубинец смог продержаться до конца раунда. В 8-м раунде кубинский боксёр пробил серию ударов в корпус, Релих опустился на колено и ему был отсчитан нокдаун. По ходу боя рефери делал Бартелеми замечания за, по его мнению, слишком низкие удары, после которых Релих вынужден был прерывать поединок, но очко с кубинца снято не было. После окончания боя все трое судей отдали победу кубинскому спортсмену: 116—110, 115—111, 117—109. Публика встретила решение неодобрительным гулом. Один из комментаторов канала Шоутайм назвал записку со счётом 117—109 «одной из худших» среди тех, что он видел. Статистика продемонстрировала почти двукратное превосходство Релиха в точных ударах, а у неофициального судьи Шоутайм — Стива Фархуда, белорусский боксёр победил со счётом 114—112.

### Реванш с Рансесом Бартелеми
10 марта 2018 года Релих вновь встретился с Бартелеми. На кону стоял вакантный пояс чемпиона мира по версии WBA. Белорусский боксёр доминировал по ходу поединка, тревожа противника многоударными комбинациями. Кубинец большую часть времени был недостаточно активен, находясь в глухой защите. По ходу боя Бартелеми вновь атаковал оппонента ниже пояса. По итогам матча судьи отдали победу боксёру из Белоруссии. Счёт судейских записок оказался разгромным: 117—110 и 118—109 (дважды). Релих уверенно взял реванш, завоевав вакантный титул чемпиона мира по версии WBA.

### Бой с Эдуардом Трояновским
7 октября 2018 года Релих, в рамках престижного турнира World Boxing Super Series 2, встретился с бывшим чемпионом мира, российским боксёром Эдуардом Трояновским. Поединок прошёл всю дистанцию. Белорус работал первым номером, выбрасывая силовые удары, многие из которых приходились в цель. Трояновский старался действовать с дальней дистанции, используя джеб. Несколько чистых попаданий россиянина, считавшегося нокаутёром, не смогли остановить Релиха. В 9 раунде белорусский боксёр провёл успешную серию, после которой Трояновский выглядел потрясённым, но устоял на ногах. Все трое судей отдали победу чемпиону с одинаковым счётом 115:113. Релих вышел в полуфинал турнира.

### Бой с Реджисом Прогрейсом
27 апреля 2019 года белорусский боксёр встретился с небитым американским нокаутёром Реджисом Прогрейсом в полуфинале турнира WBSS 2. Белорус с самого начала стал оказывать давление на противника. Однако в первом же раунде американец провёл точный и мощный удар по печени оппонента, после которого Релих опустился на колено. Рефери отсчитал белорусскому спортсмену нокдаун. Тем не менее во втором раунде Релих вновь возобновил прессинг. Прогрейс отвечал быстрыми атаками по корпусу чемпиона. В конце раунда американец провёл длительную атаку, осыпая Релиха градом ударов, в результате которых спортсмен из Беларуси получил рассечение. В двух последующих, относительно равных, раундах, американец продолжил регулярно доносить контр-удары, тогда как чемпион, продолжавший работать первым номером, часто промахивался, не сумев полностью приспособиться к более быстрому леворукому сопернику. Пятый раунд прошёл при полном доминировании американского претендента. В шестом раунде белорус продолжил пропускать чистые удары, в результате чего угол боксёра принял решение остановить поединок. Прогрейс победил техническим нокаутом, став новым чемпионом WBA.

## Статистика профессиональных боёв
В таблице перечислены результаты всех поединков боксёров.
В каждой строке указан результат поединка. Дополнительно номер поединка обозначен цветом, который обозначает итог поединка. Расшифровка обозначений и цветов представлена в нижеследующей таблице.
| Пример | Расшифровка                     |
| ------ | ------------------------------- |
|        | Победа                          |
|        | Ничья                           |
|        | Поражение                       |
|        | Планируемый поединок            |
|        | Поединок признан несостоявшимся |
| КО     | Нокаут                          |
| ТКО    | Технический нокаут              |
| PTS    | Решение судей (по очкам)        |
| UD     | Единогласное решение судей      |
| MD     | Решение большинства судей       |
| SD     | Раздельное решение судей        |
| RTD    | Отказ от продолжения боя        |
| DQ     | Дисквалификация                 |
| NC     | Поединок признан несостоявшимся |

| Бой  | Дата             | Соперник                  | Место проведения                               | Раундов    | Примечание |
| ---- | ---------------- | ------------------------- | ---------------------------------------------- | ---------- | --- |
| 23-3 | 27 апреля 2019   | Реджис Прогрейс (23-0)    | Лафейетт, Луизиана, США                        | TKO (6)    | Бой за титулы чемпиона мира по версии WBA (2-я защита Релиха) и временного чемпиона мира по версии WBC в 1-м полусреднем весе. Полуфинал WBSS 2. |
| 23-2 | 7 октября 2018   | Эдуард Трояновский (27-1) | Arena, Иокогама, Япония                        | UD (12)    | Счёт: 115-113, 115-113, 115-113. Защитил титул чемпиона мира по версии WBA (1-я защита Релиха) в 1-м полусреднем весе. Четвертьфинал WBSS 2.     |
| 22-2 | 10 марта 2018    | Рансес Бартелеми (26-0)   | Freeman Coliseum, Сан-Антонио, Техас, США      | UD (12)    | Счёт: 118-109, 118-109, 117-110. Завоевал вакантный титул чемпиона мира по версии WBA в 1-м полусреднем весе.                                    |
| 21-2 | 20 мая 2017      | Рансес Бартелеми (25-0)   | MGM National Harbor, Оксон-Хилл, Мэриленд, США | UD (12)    | Счёт: 110-116, 111-115, 109-117. |
| 21-1 | 7 октября 2016   | Рики Бёрнс (40-5-1)       | SSE Hydro, Глазго, Шотландия, Великобритания   | UD (12)    | Счёт: 112-116, 110-118, 112-116. Бой за титул чемпиона мира по версии WBA в 1-м полусреднем весе (1-я защита Бёрнса).                            |
| 21-0 | 13 мая 2016      | Жуакин Карнейру           | отель Bolton Whites, Болтон, Великобритания    | RTD 4 (10) | Защитил титул интерконтинентального чемпиона мира по версии WBA в сверхлёгком весе.                                                              |
| 20-0 | 2 октября 2015   | Кристиан Ариэль Лопес     | Монте-Карло, Монако                            | TKO 6 (12) | Защитил титул интерконтинентального чемпиона мира по версии WBA в сверхлёгком весе.                                                              |
| 19-0 | 9 мая 2015       | Ласаро Сантос де Жезус    | гимназия академика Любомира Чакалова, Враца    | TKO 2 (12) | Завоевал вакантный титул интерконтинентального чемпиона мира по версии WBA в сверхлёгком весе.                                                   |
| 18-0 | 11 декабря 2014  | Сантос Медрано            | отель Double Tree, Шеффилд                     | TKO 4 (6)  | |
| 17-0 | 10 сентября 2014 | Гиорги Абрамишвили        | клуб Мулен Руж, Минск                          | TKO 2 (8)  | |
| 16-0 | 26 апреля 2014   | Тай Гилкрист              | спортивный центр Пондс Форж, Шеффилд           | KO 1 (6)   | |
| 15-0 | 15 июля 2013     | Михеил Авакян             | клуб Мулен Руж, Минск                          | KO 5 (10)  | |
| 14-0 | 28 мая 2013      | Сергей Кисель             | боксерский клуб «Гладиатор», Молодечно         | KO 1 (8)   | |
| 13-0 | 20 марта 2013    | Паоло Гассани             | Саль де Эуаль, Монте-Карло, Монако             | KO 1 (8)   | |
| 12-0 | 19 февраля 2013  | Артём Айвазиди            | клуб Мулен Руж, Минск                          | KO 5 (6)   | |
| 11-0 | 22 января 2013   | Дмитрий Таренко           | боксерский клуб «Золотые перчатки», Минск      | TKO 2 (8)  | |
| 10-0 | 18 ноября 2012   | Анзор Гамгебели           | Дворец Спорта, Минск                           | TKO 2 (6)  | |
| 9-0  | 4 сентября 2012  | Евгений Круглик           | боксерский клуб «Гладиатор», Молодечно         | PTS 8      | |
| 8-0  | 17 апреля 2012   | Рахим Мингалеев           | клуб Мулен Руж, Минск                          | RTD 3 (8)  | |
| 7-0  | 21 февраля 2012  | Рустам Насибов            | клуб Мулен Руж, Минск                          | TKO 1 (6)  | |
| 6-0  | 31 января 2012   | Сергей Малашкевич         | боксерский клуб «Гладиатор», Молодечно         | KO 2 (6)   | |
| 5-0  | 22 декабря 2011  | Александр Пчалков         | клуб «Гагарин», Минск                          | KO 1 (8)   | |
| 4-0  | 3 ноября 2011    | Сергей Афонин             | клуб «Гагарин», Минск                          | KO 3 (6)   | |
| 3-0  | 3 октября 2011   | Рустам Журабоев           | боксерский клуб «Гладиатор», Молодечно         | KO 2 (6)   | |
| 2-0  | 28 мая 2011      | Траян Кирилов Димитров    | Враца, Болгария                                | TKO 3 (4)  | |
| 1-0  | 25 апреля 2011   | Алексей Набойщиков        | клуб «Реактор», Минск                          | UD 4       | Первый профессиональный бой |

## Награды
В 2019 году за достигнутые результаты и личный вклад в развитие города Барановичи по итогам 2018 года удостоен почётного звания «Человек года – 2018» в области физической культуры, спорта и туризма.